# Lachares
Lachares (altgriechisch Λαχάρης Lachárēs; † wohl 294 v. Chr. in Koroneia) war ein Politiker in Athen zu Beginn des 3. vorchristlichen Jahrhunderts, der in der Tradition als Tyrann gilt.
Der Athener Lachares trat im Herbst des Jahres 301 v. Chr. als Befehlshaber (strategos) der im Dienste Athens stehenden Söldner auf, als es zu einer Stasis kam. Die Gegenpartei wurde dabei vom Befehlshaber der Hoplitentruppe, Charias, angeführt, der die Akropolis besetzte, um die Stadt seinerseits unter Kontrolle zu bekommen. Nachdem die Gruppe um Lachares diese offenbar im Frühjahr 300 v. Chr. hatte einnehmen können, ließ er Charias und viele seiner Anhänger nach einem widerrechtlichen Eilverfahren auf der Basis eines Urteils der Ekklesia hinrichten. Damit gelang seiner Parteiung die Machtergreifung in Athen. Die verbliebenen Anhänger des Charias konnten sich allerdings im Piräus halten, trotz der Aufnahme einer Belagerung durch Lachares.
Obwohl Abgesandte Athens gegenüber Demetrios I. Poliorketes die zukünftige Neutralität ihrer Stadt bekundet hatten, lehnte sich Lachares außenpolitisch an dessen Gegner Kassander und Lysimachos an. Von letzterem erhielt die Stadt im Jahr 299/8 v. Chr. eine Getreidelieferung und zu ersterem entsandte sie im gleichen Zeitraum eine diplomatische Mission. Dies dürfte dem militärischen Druck geschuldet gewesen sein, den Demetrios in dieser Zeit auf Athen ausübte. So zog er mit seiner Flotte vermutlich von Korinth aus nach Chalkis. Ein direkter Zug gegen Athen blieb allerdings aus, da Demetrios danach einstweilen in den Osten segelte.
Pausanias beschrieb die Herrschaft des Lachares später als gesetzlos, gotteslästerlich und korrupt. So ließ er unter anderem die Statue der Athene im Parthenon von ihrem Goldüberzug „entkleiden“. Er machte sich angeblich viele Feinde und sah sich deshalb Attentatsversuchen ausgesetzt. 297 v. Chr. starb Kassander, und Lachares verlor damit seine wichtigste Machtstütze, was Demetrios im Folgejahr zur Rückkehr nach Attika bewog. Ein erster Angriff auf Athen scheiterte zunächst aufgrund widriger Wetterbedingungen, worauf er sich gegen den Peloponnes wandte. Von dort im Frühjahr 294 v. Chr. zurückgekehrt, nahm er Ägina und Salamis; anschließend verbündete er sich mit der Opposition im Piräus. Lachares verteidigte das von Demetrios belagerte Athen energisch, doch in der Stadt kam es zu einer Hungersnot. Als eine Hilfslieferung des Ptolemaios aus Ägypten für Athen von Demetrios abgefangen wurde, brach die Herrschaft des Lachares schließlich zusammen. Angeblich stahl er nun von der Akropolis goldene Schilde und floh aus der Stadt nach Böotien, wo er in Koroneia einem Raubmord zum Opfer fiel. Die Gegenpartei in Athen triumphierte und ließ Demetrios in die Stadt.